# 于尔沃斯海姆
于尔沃斯海姆是德国莱茵兰-普法尔茨州的一个市镇。总面积7.49平方公里，总人口1094人，其中男性548人，女性546人（2011年12月31日），人口密度146人/平方公里。